# کراس‌فید (آلبوم رمیکس)
کراس‌فید (آلبوم ریمیکس) (انگلیسی: Crossfade (The Remix Album)) نام اولین آلبوم ریمیکس خوانندۀ ایرانی-سوئدی، آرش است که در سال ۲۰۰۶ میلادی منتشر شد.
این آلبوم در جدول آلبوم‌های لهستانی در رتبه ۲۴ام قرار گرفت. در کنار شانزده ریمیکس از اولین آلبوم او، آرش، دارای یک آهنگ جدید و منتشر نشده به نام «ایران ایران» است که توسط دی‌جی علی‌گیتور تهیه‌شده و به عنوان تنها تک‌آهنگ آلبوم منتشر شده‌است.

## فهرست ترانه‌ها
1. ″ایران ایران″ (به همراهی دی‌جی علی‌گیتور)
2. ″آرش″ (مینتمان ریگاتون ریمیکس) (به همراهی هلنا)
3. ″تیکه تیکه کردی″ (دی‌جی علی‌گتور و سی.اس جِی کلوب ورژن ریمیکس)
4. ″تمپتیشن″ (سی.ام.ان ریمیکس) (به همراهی ربکا)
5. ″من و تو″ (نسخه جدید) (به همراهی لوسیا)
6. ″برو برو″ (پیامی فانکی ساندی ریمیکس)
7. ″Vostochniye skazki″ (نسخه روسی) (بازسازی ″تمپتیشن″) (به همراهی بلاستیاشچی)
8. ″آرش″ (نسخه انگلیسی) (به همراهی هلنا)
9. ″تیکه تیکه کردی″ (بالکان فنتستیک ریمیکس)
10. ″بس کن″ (نسخه فارسی بدون رپ)
11. ″بگو ای یار بگو″ (ورژن جدید) (به همراهی ابی)
12. ″برو برو″ (صبا راک ریمیکس)
13. ″آرش″ (پیامی وکال ریمیکس) (به همراهی هلنا)
14. ″تیکه تیکه کردی″ (سودا کلوب ریمیکس)
15. ″تمپتیشن″ (پیامی کلوب ریمیکس) (به همراهی ربکا)
16. ″برو برو″ (نسخه هندی) (به همراهی آنیلا)
17. ″بس کن″ (ورژن روسی) (به همراهی تیمبوکتو)